# Artur Rodziński

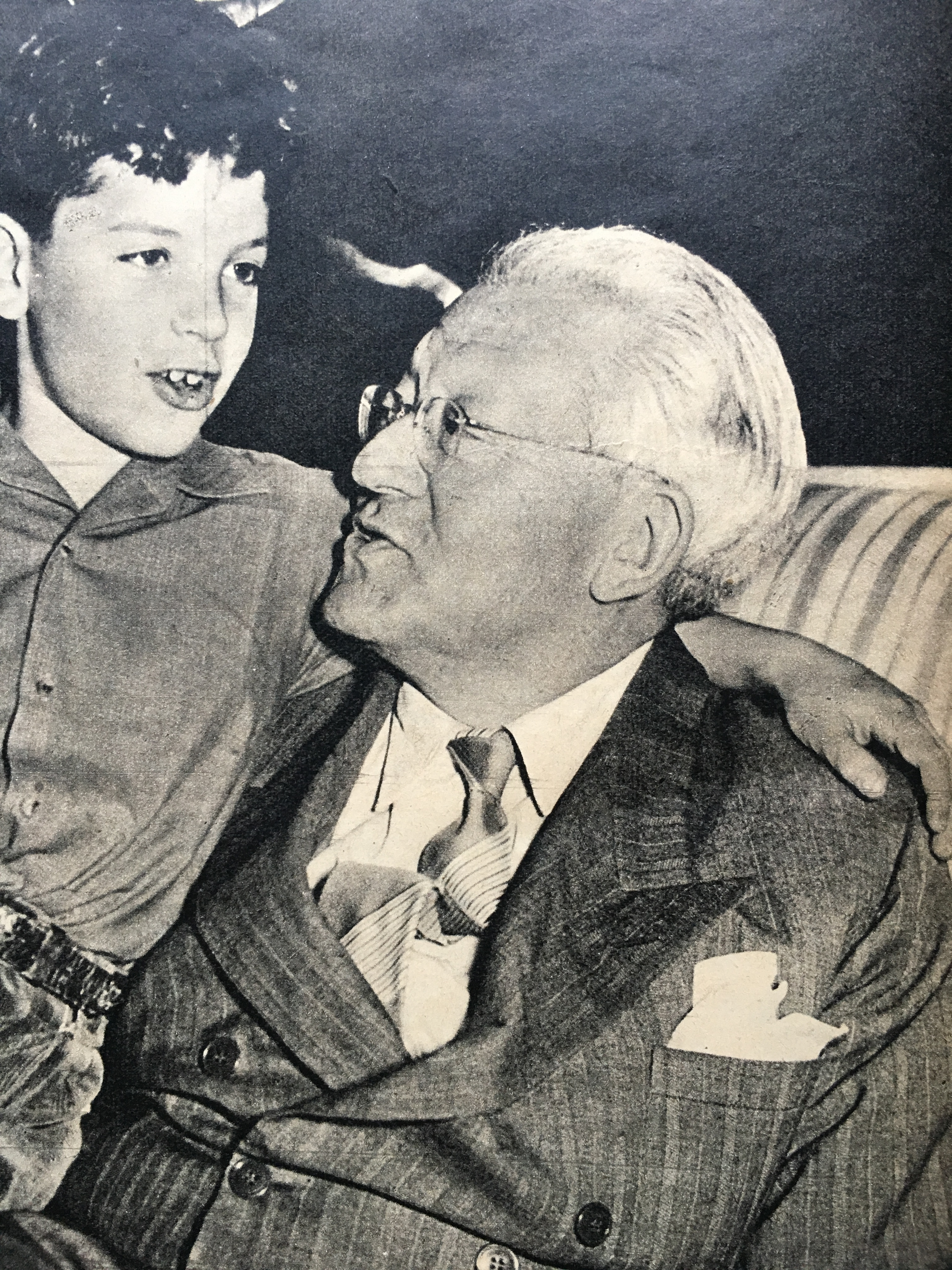
Artur Rodziński

Artur Rodziński (geboren 1. Januar 1892 in Split, Österreich-Ungarn; gestorben 27. November 1958 in Boston) war ein polnischer Dirigent, der im Opernbereich und in der Sinfonischen Musik wirkte.

## Leben
Rodziński, ein Sohn des österreichisch-ungarischen Militärarztes  Herman Rodziński (Hermann Rittigstein) (1862–1925) und der Musikerin Jadwiga geb. Wiszniewski (1870–1950), wuchs in Lemberg auf. Er studierte Rechtswissenschaft an der Universität Wien und schloss 1916 mit dem Doktorat ab. Gleichzeitig studierte er an der Wiener Musikakademie Komposition bei Joseph Marx und Franz Schreker, Orchesterleitung bei Franz Schalk sowie Klavier bei Emil von Sauer. 1918–1919 war er Dirigent an der Lemberger Oper, 1920–1925 an der Warschauer Oper und Philharmonie.
Auf Einladung von Leopold Stokowski kam er in die USA, wo er als dessen Assistent das Philadelphia Orchestra dirigierte (1926–29). Danach prägte er als Chefdirigent namhafte Orchester des Landes, zunächst das Los Angeles Philharmonic (1929–33), dann das Cleveland Orchestra (1933–43), das er, seit 1933 US-Staatsbürger, zu einem landesweit bedeutenden Klangkörper entwickelte. 1935 leitete er hier die US-Premiere von Schostakowitschs Oper Lady Macbeth von Mzensk. 1936 war er erstmals bei den Salzburger Festspielen zu Gast und dirigierte dort die Wiener Philharmoniker. In dieser Zeit stellte er auch im Auftrag von Arturo Toscanini 1937 das NBC Symphony Orchestra zusammen.
1943 wurde Rodziński Musikdirektor der New Yorker Philharmoniker, mit denen er schon 1934 zusammengearbeitet und 1937 Richard Strauss’ Elektra mit Rose Pauly aufgeführt hatte. Seine Amtszeit eröffnete er mit der spektakulären Entlassung von 14 Musikern einschließlich des Konzertmeisters. Im Repertoire setzte er verstärkt auch auf amerikanische Komponisten, brachte Werke von Roy Harris, Walter Piston, William Grant Still und Lukas Foss zur Uraufführung, aber auch Werke des populären Genres von Vernon Duke und Jerome Kern. Er engagierte 1943 Leonard Bernstein als Assistant Conductor und verhalf dem damals 25-Jährigen im selben Jahr zu einem ersten Durchbruch als Einspringer für Bruno Walter.
In dieser Zeit zählte Rodziński zu den bekanntesten Dirigenten in den USA. Dennoch führten Reibungen mit Manager Arthur Judson 1947 zu Rodzińskis Abgang. Im selben Jahr wurde er Chefdirigent des Chicago Symphony Orchestra, ein Wechsel, der Aufsehen erregte und als Titelstory im Time Magazine verhandelt wurde. Einer der Höhepunkte seiner nur knapp einjährigen Amtszeit war die Aufführung von Wagners Tristan und Isolde mit Kirsten Flagstad. Nach Konflikten mit dem Management wurde Rodzińskis Vertrag bereits 1948 beendet.
Aus gesundheitlichen Gründen beschränkte er sich in den nächsten Jahren auf Gastdirigate und war u. a. in den USA, in Lateinamerika und Europa tätig. Er ließ sich schließlich in Italien nieder, dirigierte 1950 erstmals an der Mailänder Scala und leitete 1953 Prokofjews Krieg und Frieden beim Maggio Musicale Fiorentino, die erste Aufführung dieser Oper außerhalb der Sowjetunion. Trotz seines zunehmend labilen Gesundheitszustands kehrte er 1958 noch einmal nach Chicago zurück und dirigierte an der Lyric Opera erneut Tristan und Isolde mit Birgit Nilsson. Nur wenige Tage nach seinem letzten Auftritt dort starb er in Boston an Herzversagen.
Seine zweite Ehefrau, Halina Rodzińska geb. Lilpop, hinterließ eine Biografie Our Two Lives.

## Uraufführung
- Arnold Schönberg: Ode to Napoleon Buonaparte (“'Tis done – but yesterday a King!”, op. 41; 1942) für Sprecher, Streichquartett (oder Streichorchester) und Klavier. Text: Lord Byron. UA (Orchesterfassung) 23. November 1944 New York (Carnegie Hall; Mack Harrell [1909–1960] [Sprecher]; Eduard Steuermann [Klavier], New Yorker Philharmoniker, Dirigent: Artur Rodziński)

## Aufnahmen
Eine Auswahl seiner Einspielungen unter dem Titel The Art of Artur Rodziński ist 2017 beim Label Scribendum auf 19 CDs erschienen.